# Rivière South Thompson
La rivière South Thompson est la branche sud de la rivière Thompson River, le plus grand affluent du fleuve Fraser, dans la province canadienne de la Colombie - Britannique au Canada.

## Description
La South Thompson River est situé en Colombie Britannique (Canada). Il correspond à la branche sud de la rivière Thompson River et est beaucoup moins long que la branche nord appelée Rivière North Thompson.

### Toponymie
La rivière South Thompson était identifiée initialement comme étant le cours d'eau principal de la rivière Thompson et ce, y compris jusqu'à la carte de Pemberton en 1871. Elle avait aussi parfois le nom de Shuswap RiverAvec l'identification des sources de la rivière North Thompson, le cours d'eau a été rebaptisé South Thompson et son nom a été officialisé le 23 avril 1912.

### Écoulement
Elle prend sa source à l'exutoire du Lac Little Shuswap dans la ville de Chase à une altitude d'environ 347 m. Elle s'écoule sur environ 58 kilomètres en direction du sud-ouest puis vers l'ouest à travers une large vallée jusqu'à Kamloops où elle rejoint la rivière North Thompson pour former le cours principal rivière Thompson River à une altitude d'environ 336 m.
Le lac Little Shuswap est alimenté par la Little River, qui draine le lac Shuswap. Ce dernier est lui-même alimenté par plusieurs rivières et ruisseaux.
Jusqu'en 1982, la source de la South Thompson River était identifiée comme débutant à la sortie sud du lac Shuswap. Mais le 15 janvier 1982, pour suivre  l'usage local établi de longue date, cette localisation est modifiée. La courte rivière entre le Lac Shuswap et le lac Little Shuswap est officiellement rebaptisée Little River et par conséquent, la source officielle de la South Thompson River débute depuis plus en aval à l'exutoire du lac Little Shuswap au niveau du village de Chase. Au niveau de Chase, le débit moyen de la rivière est de 292 m3/s mais peut varier en fonction des saisons et des pluies d'un minimum de 45,3 m3/s à un maximum de 1 610 m3/s
Les principaux affluents de la South Thompson River sont le cours d'eau Chase Creek, qui se joint depuis le sud à Chase, le cours d'eau Niskonlith Creek, qui se joint au nord près du parc provincial du lac Niskonlith, le cours d'eau Monte Creek, qui se joint au sud à Monte Creek, et le Campbell River, qui se joint à partir du sud.

### Poissons
La rivière South Thompson abrite une quantité énorme de saumons du type Sockeye Salmon (Oncorhynchus nerka) qui arrivent dans la rivière principalement depuis l'Adams River qui se jette dans le lac Shuswap. Parmi les autres espèces de poissons pêchées dans ces eaux, on y trouve aussi des Truites arc-en-ciel, des ombles du type Salvelinus malma (appelées Dolly varden par les nord-américains), et des Ménomini des montagnes de la famille des salmonidae.

### Faune avicole
Le long de la rivière South Thompson, plusieurs espèces d'oiseaux sont suivies. On compte notamment en hiver entre 100 et 400 Cygnes trompettes selon les années ce qui représente près de 2% de la population globale de cette espèce. On compte aussi 600 Cygnes siffleurs. Il y a aussi des Canards branchus et l'espèce Pic de Lewis considéré comme vulnérable au niveau national au Canada. Parmi les rapaces, on trouve environ 80 Balbuzards pêcheurs et au moins 4 Pygargues à tête blanche.

### Routes
La route Highway 1, la route transcanadienne et la ligne principale du chemin de fer Canadian Pacific Railway sont parallèles à la rivière.

## Voir également
- Liste des affluents du fleuve Fraser